# Kasper Hvidt
Kasper Hvidt (Frederiksberg, 6. veljače 1976.) je rukometni vratar reprezentacije Danske i rukometnog kluba Barcelona.
Kasper je jedan od najboljih vratara na svijetu. Svojim obranama pridonio je osvajanju zlata s EP 2008., te četiriju danskih bronci, tri s europskih prvenstava (2002., 2004. i 2006.) i jednu sa svjetskog prvenstva (2007.) Na EP 2008. je s 124 obrane proglašen za najboljeg vratara prvenstva.  Karijeru je započeo u kopenhaškom Ajaxu, a igrao je još i za klubove njemačke i španjolske lige. 2007. prešao je iz Portland San Antonija u Barcelonu. 

## Uspjesi s klubovima
- Ademar Leon - 1 liga ASOBAL (2000./2001.), 1 Copa del Rey (2001./2002.)
- Portland San Antonio - 1 liga ASOBAL (2004./2005.), 1 superkup ASOBAL-a (2005./2006.)
- FC Barcelona - 1 Pirenejska liga (2007./2008.)